# Notació pneumàtica gregoriana
La notació pneumàtica gregoriana és el sistema de notació musical usat a partir del segle xi per indicar els desenvolupaments melòdics del repertori de cant de la litúrgia romana. Inicialment la notació musical servia només com una ajuda regla mnemotècnica per a cantaires i lectors, que aprenien de memòria cada desenvolupament melòdic. No es pretenia, així, que la notació fos musicalment precisa, sinó que dibuixés un esquema bàsic de la melodia. El compàs s'adjudicava més pel coneixement mateix de la llengua llatina, de manera que els estudis de mètrica eren fonamentals per a la formació dels cantaires.

## Orígens
Procedeix d'una relativa unificació d'altres sistemes pneumàtics previs, desenvolupats localment en tota la cristiandat llatina i que van anar apropant-se entre si gràcies a la tasca dels diferents copistes benedictins, primer de Cluny i després del Cister. Aquests sistemes es poden agrupar en:
- Notació paleofranca.
- Notació sangalense.
- Notació bretona.
- Notació catalana.
- Notació lorena.
- Notació francesa.
- Notació normanda.
- Notació de Nonantola.
- Notació beneventana.
- Notació d'Itàlia central.
- Notació aquitana antiga.
- Notació visigòtica.

Cadascuna d'elles correspon a un sistema d'escriptura concret i amb el temps van ser substituïdes per l'escriptura carolingia. La seva unificació va ser paral·lela tant a la normalització del repertori del cant gregorià, com a la universalització litúrgica establerta a partir de la política eclesiàstica de Carlemany posteriorment generalitzada per la reforma gregoriana al segle xi, que porta a tota l'església occidental a usar gairebé en exclusiva el ritu romà.

## Funcionament
Es tracta d'una notació pneumàtica, on cada signe representa un so o grup de sons que han d'articular-se amb un text. Els exemples més antics d'aquesta notació apareixen com anotacions per als textos que es cantaven, en forma adiastemàtica (és a dir, els neumes anaven escrits sense línia indicadora d'altura). Es tractava d'una notació la finalitat de la qual era més la d'indicar el caràcter expressiu que no pas la d'assenyalar el to de les notes.
Posteriorment, s'afegeix una línia per assenyalar la tònica i una indicació inicial que referia el mode musical. Finalment, Guido D'Arezzo va elaborar un sistema sil·làbic de representació del to a partir de l'himne de les vespres de la festa de Sant Joan Baptista organitzant el que serien més tard els noms de les notes musicals:

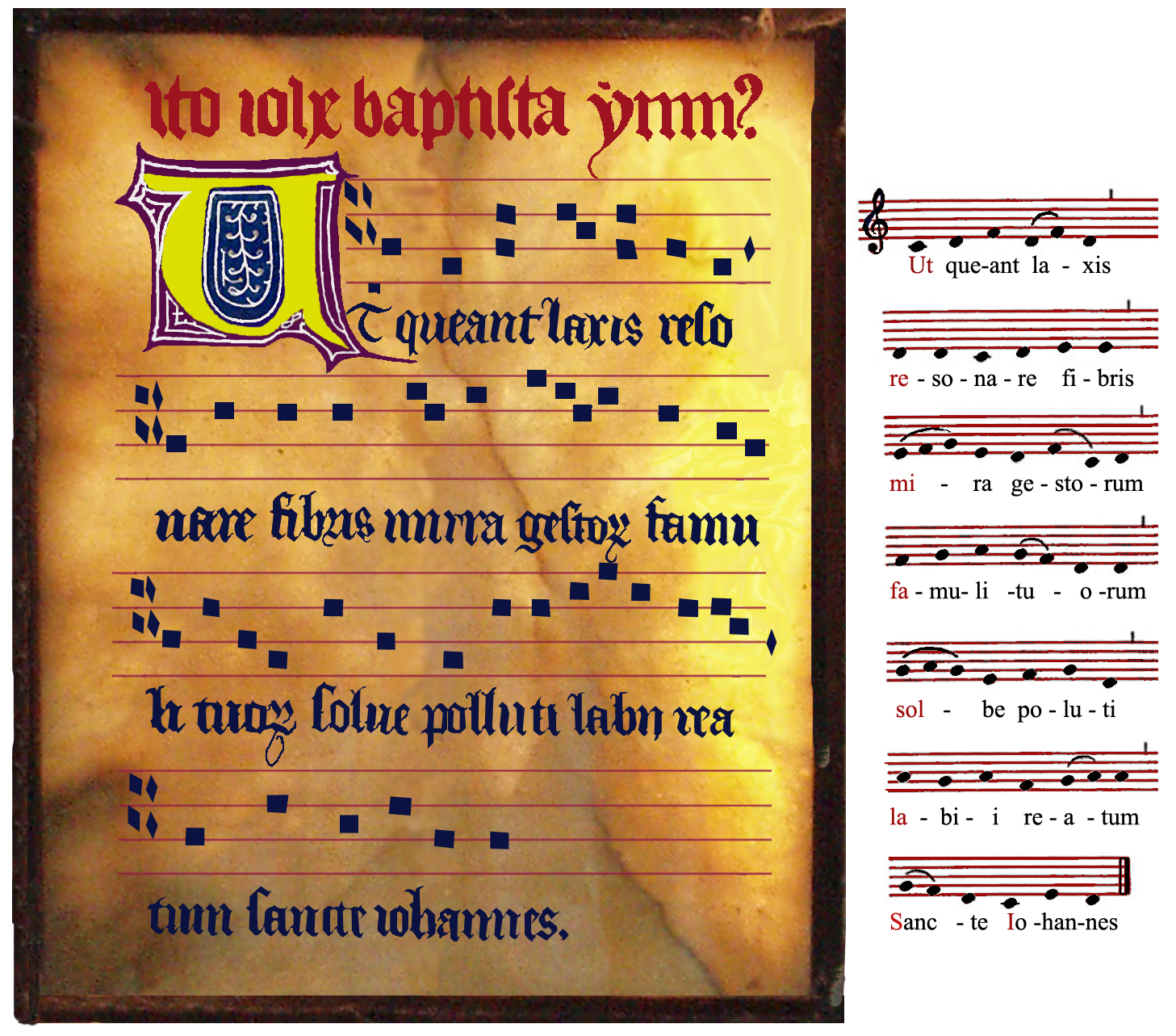
L'escala musical de Guido d'Arezzo pren el nom de cada to d'aquest himne de les vigílies de Sant Joan Baptista

A partir d'aquesta escala, desenvolupa el tetragrama, quatre línies de les quals una seria groga per a indicar l'ut (l'actual nota do) i una línia vermella per al fa. Les millores introduïdes per l'escriptura gòtica, unida a la influència de la notació aquitana, donarien origen a la que actualment es coneix com a notació gregoriana.